# Les Officiers
Pour plus de détails, voir Fiche technique et Distribution.
Les Officiers (titre russe : Офицеры) est un film soviétique réalisé par Vladimir Rogovoï (ru)  et sorti en 1971. L'intrigue du film est basée sur la nouvelle éponyme de Boris Vassiliev, qui signe également le scénario. Le 22 février 2022, a lieu l'inauguration à l'entrée de l'école militaire Souvorov d'Ekaterinbourg d'une composition sculptée dédiée aux héros du film Les Officiers.

## Fiche technique
- Titre : Les Officiers
- Production : Studio Gorki
- Réalisation : Vladimir Rogovoï (ru)
- Scénario : Kirill Rapoport, Boris Vassiliev
- Photographie : MikhaÏl Kirillov
- Décors : Mikhaïl Fishgojt
- Costumes : Emma Malaya
- Montage : Vera Birioukova
- Musique : Rafail Khozak
- Son : Boris Korechkov
- Genre : drame
- Durée : 96 minutes
- Pays d'origine :  Union soviétique
- Date de sortie :
  - Union soviétique : 26 juillet 1971

## Distribution
- Gueorgui Youmatov : Alexeï Trofimov, officier
- Vassili Lanovoï : Ivan Varravva, ami d'Alexeï Trofimov
- Alina Pokrovskaïa (ru) : Lioubov Trofimova, femme d'Aleksei Trofimov
- Alexandre Voïevodine (ru) : Egor Trofimov
- Natalia Rytchagova (ru) : Macha Belkina
- Andreï Gromov : Ivan Trofimov, petit-fils de Liouba et Alexei
- Vladimir Droujnikov : Gueorgui Petrovitch, chef d'escadron, ancien officier de l'armée impériale
- Andreï Anissimov : Egor Trofimov dans l'enfance
- Youri Sorokine : Ivan Trofimov, adulte
- Tchadjan Akmoukhamedov : Kerim, traducteur traître